# (4292) Aoba
(4292) Aoba es un asteroide perteneciente al cinturón de asteroides, descubierto el 4 de noviembre de 1989 por Masahiro Koishikawa desde la Estación Ayashi, Japón.

## Designación y nombre
Designado provisionalmente como 1989 VO. Fue nombrado Aoba en homenaje al Castillo Aoba, que también se conoce como Castillo Sendai, en Japón.